# 미스 월드 1958
미스 월드 1958은 1958년 10월 13일 영국 런던에서 열렸다. 전 세계에서 20명의 참가자가 경쟁했다.

### 최종 결과
| 순위           | 참가자                                |
| -------------- | ------------------------------------- |
| 미스 월드 1958 | - 남아프리카 공화국 – 페넬로페 코엘렌 |
| 2위            | - 프랑스 – 클로딘 오제                |
| 3위            | - 덴마크 – 비니 잉게만                |
| 4위            | - 스웨덴 – 해리엇 웍스트롬            |
| 5위            | - 네덜란드 – 루시엔 스트루브          |
| 6위            | - 영국 – 에일린 셰리든                |